# Maria Amàlia d'Àustria (electriu de Baviera)
Maria Amàlia d'Àustria (Viena, Sacre Imperi Romanogermànic, 22 d'octubre de 1701 - Múnic, 11 de desembre de 1756) fou una arxiduquessa d'Àustria, princesa d'Hongria i de Bohèmia amb el doble tractament d'altesa reial i imperial. Membre de la dinastia dels Habsburg, esdevingué electriu de Baviera arran del seu matrimoni amb l'elector Carles Albert de Baviera.

## Família
Era filla de l'emperador Josep I, emperador romanogermànic i de la princesa Augusta Guillema de Brunsvic-Luneburg. Maria Amàlia era neta per via paterna de l'emperador Leopold I, emperador romanogermànic i de la princesa Elionor del Palatinat-Neuburg, i per via materna del duc Joan Frederic I de Brunsvic-Lüneburg i de la princesa Benedicta del Palatinat-Zimmern.
El dia 5 d'octubre de 1725 es casà a Viena amb l'elector i després emperador Carles VII del Sacre Imperi Romanogermànic, fill de l'elector Maximilià II Manuel de Baviera i de la princesa Teresa Conenguda Sobieski. La parella va tenir set fills:
- SAR la princesa Maximiliana de Baviera, nada a Múnic el 1723 i morta pocs dies després.
- SAR la princesa Maria Antònia de Baviera, nada a Múnic el 1724 i morta a Dresden el 1780. Es casà amb l'elector Frederic Cristià I de Saxònia.
- SAR la princesa Teresa Benedicta de Baviera, nada a Múnic el 1725 i morta a Múnic el 1734.
- SM l'elector Maximilià III Josep de Baviera, nat a Múnic el 1727 i mort el 1777 a Múnic.
- SAR el príncep Josep Lluís de Baviera, nat a Múnic el 1728 i mort el 1733 a Múnic.
- SAR la princesa Maria Anna de Baviera, nada a Múnic el 1734 i morta a Baden-Baden. Es casà amb el marcgravi Lluís Jordi de Baden-Baden.
- SAR la princesa Maria Josepa de Baviera, nada a Múnic el 1731 i morta el 1767 a Viena. Es casà amb l'emperador Josep II del Sacre Imperi Romanogermànic.

## Vida política
A la mort de l'emperador Carles VI del Sacre Imperi Romanogermànic, oncle de Maria Amàlia, l'any 1740, Carles Albert de Baviera, espòs de Maria Amàlia, pretengué fer valer els drets de la seva muller al tron imperial. Maria Amàlia era filla de l'emperador Josep II del Sacre Imperi Romanogermànic i havia estat apartada per Carles VI del tron, Carles Albert considerava que si era una de les filla de Carles VI, Maria Teresa I d'Àustria, la que havia d'heretar la dignitat imperial, la seva muller hi tenia més dret com a neta primogènita per via masculina de l'emperador Leopold I del Sacre Imperi Romanogermànic.
Basant-se ab aquests drets, Carles Albert inicià la Guerra de Successió austríaca i aconseguí ser coronat emperador amb el suport militar del Regne de França l'any 1742. Ara bé, les tropes austríaques ocuparen Baviera i Carles Albert hagué de renunciar en favor de l'espòs de Maria Teresa, Francesc I del Sacre Imperi Romanogermànic. Des de 1745 era electriu viuda de Baviera.